# ウイークエンド中部
『ウイークエンド中部』（ウイークエンドちゅうぶ）は、1985年4月6日から東海・北陸地方のNHK総合テレビジョンで放送されているNHK名古屋放送局制作の『NHKニュースおはよう日本』の地域情報番組である。愛称は「うぃちゅ〜」。2012年4月7日の放送から番組タイトルに愛称を併記している。

## 概要
1985年4月6日に放送が開始され、『NHKニュースワイド』（現在の『NHKニュースおはよう日本』）に内包されているころから同一タイトルで放送されている。また、2010年4月からは番組名表記が『ウイークエンド中部』となり、「イ」の部分が大文字となっている。
現在の放送時間は土曜日の7:30 - 8:00（JST、2010年3月までは7:30 - 8:13）。ただし、土曜日が祝日に当たる場合および年末年始は放送休止となる。
2024年1月1日夕方に発生した令和6年能登半島地震により、6日と13日は地震関連内容に大幅変更したほか、1月13日から6月29日まで、BS103ch（旧:BSプレミアム）での金沢放送局の番組を同時放送する関係で、BS103chとのサイマル放送（事実上の全国放送）を行う。この地震の影響により、年明け最初の放送となる1月6日と翌週13日の放送は、オープニングは省略し、挨拶から始まる形となった（オープニングは1月20日放送分から再開）。また、東海4県のニュースと北陸7Daysを休止し、同年3月30日まで能登半島地震関連のニュース（金沢放送局発）を5分間放送していた。
2024年4月6日放送分から、NHKプラスでの配信を開始した。

## 放送内容
2010年度からは、連続テレビ小説の放送時間が8:00に変更されたことに伴い、放送されるコーナーが限定されるようになった。さらに2011年度からは、オープニングのタイトル表示が簡略化され、2012年度からは各コーナーには原則として番組の愛称である「うぃちゅ〜」のロゴマークが付けられている（例外あり）。

## 主なコーナー

### 現在のコーナー
☆印は毎週放送されるコーナー。現在のコーナーの詳細は、公式サイトのこれまでの放送などを参照。
オープニング・中部おでかけ情報☆
- 週末あるいは翌週の中部7県のイベントを前年の映像を使いながら紹介。なお、新型コロナウイルス感染拡大や防止に伴うイベントの中止が相次いでいるため、2020年2月15日の放送[5]を最後に「中部おでかけ情報」は放送されていない。

東海・北陸のニュース☆
- 7:31ごろから約5分間放送[6]。

うぃちゅ〜中継
- かつてのさわやか中継（後に「WE中継」と改称）に当たるコーナー。不定期でNHKの各放送局のアナウンサー・キャスターが中継リポートを行っている。

うぃちゅ〜リポート
- 各局からのリポート。

うぃちゅ〜旅
- NHKの各放送局のアナウンサー・キャスターが旅をするコーナー。夕方のニュース番組の企画を使用する場合もあるが、2019年2月2日は金沢局が制作した『小さな旅』を再編集して放送された（この回の旅人は山田敦子[7]、同年1月27日に東海・北陸地方などで放送[8]）。また、不定期で近畿地方の旅が紹介される場合がある（西日本ブロックで放送される『西日本の旅』を当コーナー用に再編集）。

中部ウイークリー☆
- 番組中盤のコーナー。東海・北陸の1週間の出来事や話題を振り返る。

カトリーナのトレンド探偵
- 2014年度から放送。加藤里奈が東海・北陸地方の流行を探る（大学生時代から出演）。

ゆる山へGO!
- 東海・北陸地方にある標高1000m以下の山（番組内では「ゆる山」と称している）を実際に登山しながら紹介している。2017年度から放送されている。

交通情報☆
- 日本道路交通情報センターから最新の交通情報。2019年度からは東海地方と北陸地方に分けて情報を伝えている。

気象情報・エンディング☆
- エンディングでは主に東海3県から映像が取り上げられることが多い。

### 過去のコーナー
中部7県のお天気カメラリレー
- 2010年度からは北陸地方1か所と東海地方1か所の中継とカメラ映像に各地域の天気予報が表示されるようになっていた。

WEスポーツ
- 中日ドラゴンズ・名古屋グランパスエイト・清水エスパルス・ジュビロ磐田の話題から各地域のスポーツの話題まで幅広く取り扱う。

いきいき人間
- 東海・北陸地方で活躍する人にスポットを当てるコーナー。

まる得（得に○）情報
- 料理レシピや生活に役立つ情報を紹介している。

東海道新幹線50年
- 2014年4月から10月の第1週に放送。東海道新幹線の歴史や裏側を紹介するコーナー。ここではいわゆるドクターイエローの車内や東海旅客鉄道（JR東海）の浜松工場での仕業検査の様子などを取り上げていた。

カトリーナの地元スポーツ盛り上げ隊
- 2015年度から放送。東海・北陸地方のアマチュアスポーツチームを紹介している。第1回は三菱電機ダイヤモンドドルフィンズ名古屋を取り上げていた。

パパっと簡単!週末ごはん
- 2016年2月から月1回放送。出演家族のパパが料理研究家からのアドバイスで料理を作り、家族で楽しむコーナー。担当していた梶原典明が富山局異動に伴い終了。

春風亭昇太の城めぐり
- 2012年度から2年間と2015年度から放送。春風亭昇太が東海・北陸地方の城や城跡を訪れるコーナー。元は静岡県向けに平日昼前に放送されていた『しずおか情報ランチ』のコーナーであったが、2013年度からはこの番組のオリジナルコーナーとして放送された。

ういちゅ〜川柳☆
- 川柳を一般から公募する。月替わりでお題が変わる。2017年度で終了。

## 現在の出演者
キャスター（司会）
- 澤田拓海（NHK名古屋アナウンサー、2025年4月5日 - ）
- 今村有希（NHK名古屋契約キャスター、2021年4月3日 - ）

リポーター
- 各務朱音（NHK名古屋契約キャスター、2024年4月6日 - ）

気象予報士
- 立岩洋輔（日本気象協会中部支社所属、2024年4月6日 - ）

## 過去の出演者
歴代キャスター
| 期間      | 期間      | キャスター | キャスター |
| --------- | --------- | ---------- | ---------- |
| 1985.4    | 1987.3    | 堀内敏宏   | 堀内敏宏   |
| 1987.4    | 1988.3    | 伊藤博英   | 伊藤博英   |
| 1988.4    | 1992.3    | 村上信夫   | 村上信夫   |
| 1992.4    | 1993.3    | 板谷直実   | 板谷直実   |
| 1993.4    | 1994.3    | 角井雅好   | 角井雅好   |
| 1994.4    | 1995.3    | 石戸谷健一 | 藤井淳子   |
| 1995.4    | 1997.3    | 河野多紀   | 山崎登     |
| 1997.4    | 1998.3    | 石山智恵   | 石山智恵   |
| 1998.4    | 1998.7    | 阿部陽子   | 阿部陽子   |
| 1998.8    | 1999.3    | 山本志保   | 山本志保   |
| 1999.4    | 2001.3    | 村竹勝司   | 五十嵐裕美 |
| 2001.4    | 2002.3    | 中村宏     | 川手飛鳥   |
| 2002.4    | 2003.3    | 町永俊雄   | 川手飛鳥   |
| 2003.4    | 2004.3    | 廣田直敬   | 原響子     |
| 2004.4    | 2005.3    | 廣田直敬   | 青木希久子 |
| 2005.4    | 2006.3    | 三橋大樹   | 青木希久子 |
| 2006.4    | 2007.3    | 糸井羊司   | 石井麻由子 |
| 2007.4    | 2009.3    | 糸井羊司   | 森山春香   |
| 2009.4    | 2010.3    | 斉藤孝信   | 伴野文香   |
| 2010.4    | 2012.7    | 山田康弘   | 伴野文香   |
| 2012.8.18 | 2013.3    | 柘植恵水   | 伴野文香   |
| 2013.4    | 2016.4.2  | 柘植恵水   | 竹村りゑ   |
| 2016.4.9  | 2017.9.30 | 梶原典明   | 舘谷春香   |
| 2017.10.7 | 2018.3    | 梶原典明   | 水島奈緒   |
| 2018.4    | 2021.3    | 田中逸人   | 水島奈緒   |
| 2021.4    | 2023.7.22 | 田中逸人   | 今村有希   |
| 2023.7.29 | 2025.3.29 | 石井智也   | 今村有希   |
| 2025.4.5  | 現在      | 澤田拓海   | 今村有希   |

気象情報
- 虫鹿里佳（2015年4月 - 2016年9月10日、2018年4月7日 - 2019年3月30日） - 2016年9月17日から2018年3月31日まで、産休に伴い一時休業。
- 立岩洋輔（2024年4月 - 現在）

コーナー担当
- 春風亭昇太・大槻隆行（NHK静岡放送局アナウンサー・当時） - 春風亭昇太の城めぐり（2012年度 - 2013年度）
- 水野裕子・比田美仁（NHK名古屋放送局アナウンサー・当時） - 東海道新幹線50年
- 飯田紀久夫（NHK名古屋放送局アナウンサー・当時） - 春風亭昇太の城めぐり（2015年度）

リポーター
- 清水唯菜（NHK名古屋契約キャスター・当時、2022年4月 - 2024年3月）
- 各務朱音（NHK名古屋契約キャスター、2024年4月 - 現在）

北陸7Days キャスター （北陸3県地域のみ）
- 浅野達朗 （NHK金沢アナウンサー・当時、2023年9月2日 - 2023年12月23日）

## 放送時間の変遷
- 1985年4月 - 2010年3月：7:30 - 8:13
- 2010年4月以降：7:30 - 8:00

## 放送地域
- 愛知県（NHK名古屋放送局）
- 岐阜県（NHK岐阜放送局）
- 三重県（NHK津放送局）
- 静岡県（NHK静岡放送局）
- 福井県（NHK福井放送局）
- 石川県（NHK金沢放送局）
- 富山県（NHK富山放送局）